# TS-15 Fregata
TS-15 Fregata – niezrealizowany projekt polskiego samolotu pasażerskiego.

## Historia
Na początku lat sześćdziesiątych zespół konstruktorów kierowany przez prof. inż. Tadeusza Sołtyka opracował projekt szkicowy szybkiego samolotu służbowego TS-15 Fregata. Maszyna odznaczała się bardzo nowoczesną sylwetką: skrzydła o silnym skosie, usterzenie Rudlickiego, dwa silniki odrzutowe SO-1, o ciągu 9,8 kN (1000 kg), usytuowane w tylnej części kadłuba. Samolot miał przewozić 12 pasażerów, a w wersji transportowej ładunek o masie 1500 kg. Projekt nie wyszedł poza fazę rysunków technicznych.